# Omni (zespół muzyczny)
Omni – polski zespół grający elektroniczną muzykę rockową, działający w latach 80. XX wieku. Specjalizował się w muzyce nawiązującej do rocka progresywnego, wykorzystującej liczne instrumenty elektroniczne oraz wiolonczelę.

## Historia zespołu
Początki Omni mają miejsce w latach 1982–1983. Wtedy to do Marcelego Latoszka, który miał już za sobą kilka solowych nagrań emitowanych w audycji „Studio Nagrań” Jerzego Kordowicza, dołączyli Rafał Błażejewski i Gerard Sawicki. Zespół działał i nagrywał w Warszawie.
Muzyka Omni nawiązywała do rocka progresywnego, wykonywanego jednak z wykorzystaniem syntezatorów i sekwencerów. Instrumentarium elektroniczne zespół wzbogacał o (nieraz przesterowane) brzmienie wiolonczeli, inspirowane dokonaniami Klausa Schulze. To zróżnicowanie brzmieniowe doceniali recenzenci pierwszych koncertów grupy, np. Mirosław Kowalski z Jazz Forum.
W 1985 zespół nagrał swój pierwszy album, zatytułowany Omni i wydany w tym samym roku przez firmę Savitor. Płyta wypełniona instrumentalnymi utworami o łacińskich tytułach, nawiązywała według Wiesława Królikowskiego do dokonań Tangerine Dream i Mike'a Oldfielda, choć charakteryzowała się ograniczoną inwencją melodyczną.
Jednocześnie Omni nagrywał bardziej przebojowe i bliższe popowi utwory radiowe, np. Drzewo z Toledo czy Tschapka. W 1986 nakładem wytwórni Tonpress ukazał się singel z utworami Lamia oraz S.I.Y. Pod koniec lat 80. zespół zawiesił działalność.
Najbardziej znanym utworem Omni stała się przewodnia piosenka z programu telewizyjnego Przybysze z Matplanety, zaśpiewana przez Andrzeja Zauchę. Według Michała Wilczyńskiego, „Omni to zespół, który zna chyba każdy wychowany w latach osiemdziesiątych i dziewięćdziesiątych człowiek, choć – niekoniecznie z nazwy i ich regularnej twórczości”.
Trio próbowało nagrywać też piosenki. Nie udało się jednak znaleźć stałego wokalisty, a w wersjach demo śpiewał Latoszek. Teksty piosenek Omni napisał po angielsku Tomasz Beksiński. Nagrania te nie zostały jednak opublikowane. Dopiero w roku 2011 pod szyldem OME ukazała się płyta Tomek Beksiński, zawierająca piosenki stworzone w latach 1983–1984, z tekstami Beksińskiego, które częściowo na język polski przetłumaczył Maciej Januszko z zespołu Mech. Wraz z Marcelim Latoszkiem i Rafałem Błażejewskim zagrali na niej m.in. Anja Orthodox, Wojciech Waglewski, Jerzy Styczyński.
Po niemal 20 latach Omni reaktywował się i w 2006 nakładem Metal Mind Productions wydał płytę Mermaids, nagraną już bez Sawickiego i utrzymaną w ostrej stylistyce, nawiązującej do zespołów takich jak Rammstein.
Zespół Omni został przypomniany w wydanej w 2016 Antologii Polskiej Muzyki Elektronicznej. Michał Wilczyński podkreślał, że "Omni zawsze należało do najlepiej brzmiących zespołów w świecie polskiej el-muzyki".
W grudniu 2021 nakładem Gad Records ukazała się dwupłytowa kompilacja Opera Omnia, zawierająca wszystkie studyjne nagrania zespołu. W 2022 ukazał się też limitowany singel winylowy z piosenką „Przybysze z Matplanety”.

## Skład
Omni w latach 80. tworzyło trzech muzyków:
- Marceli Latoszek – syntezator i sequencer
- Rafał Błażejewski – wiolonczela, syntezator
- Gerard Sawicki – hałasy

## Dyskografia
Albumy studyjne
- Omni (1985; wznowienia na CD w 2003 i 2006)[9]
- Mermaids (2006)[10]
- Tomek Beksiński (2011; jako OME)

Kompilacje
- Drzewo z Toledo na składance Sonda 2 (2014)[11]
- Opera Omnia (2022)